# Valentina Ogiyenko
Valentina Ogiyenko (en russe : Валентина Витальевна Огиенко) est une joueuse de volley-ball russe née le 26 mai 1965 à Krasnodar.

## Palmarès
- Championne olympique en 1988
- Vice-championne olympique en 1992